# ...tuo Califano
Tuo Califano è il settimo album in studio del cantautore italiano Franco Califano, pubblicato nel 1980 per l'etichetta discografica Ricordi.

## Tracce
1. Chi sono io (Franco Califano-Ignazio Polizzi-Claudio Natili) – 3:39
2. Mentre fuori piove (Franco Califano-Corrado Castellari-Cristiano Malgioglio) – 3:22
3. La solitudine (Franco Califano-Claudio Mattone-Franco Micalizzi) – 4:08
4. Io continuo a pensare a te (Franco Califano-Piero Pintucci-Claudio Mattone) – 4:03
5. Ce stanno altre cose (Franco Califano-Totò Savio) – 3:38
6. Guapparia (Rodolfo Falvo-Libero Bovio) – 3:04
7. Amore sacro amor profano (Franco Califano-Marina Bellini-Mario Balducci) – 3:55
8. Un uomo da buttare via (Franco Califano-Franco Migliacci-Claudio Mattone) – 3:47
9. Causa mancato matrimonio (Franco Califano-Riccardo Pizzamiglio-Corrado Castellari-Cristiano Malgioglio) – 3:36
10. La porta aperta (Franco Califano) – 4:27